# La bambina di neve (film)
La bambina di neve (in russo Снегурка?, traslitterato: Snegurka) è un cortometraggio d'animazione del 1969 diretto da Vladimir Degtjarëv.
Pellicola sovietica prodotta dallo studio Sojuzmul'tfil'm di Mosca, basata sul personaggio del folclore russo Sneguročka.

## Trama
Una sera d'inverno, un'anziana coppia senza figli crea un pupazzo di neve con le fattezze di una bambina. La bambina di neve prende miracolosamente vita e si stabilisce con la coppia, aiutandoli anche nelle faccende di casa. I genitori adottivi si affezionano subito alla piccola, che hanno chiamato Snegurka. Snegurka è infatti una bambina dolce e gentile che non si tira mai indietro quando si tratta di aiutare il prossimo, facendosi ben volere dall'intero villaggio. Con l'arrivo dell'estate, però, la fanciulla inizia a sentirsi male. Un giorno, i bambini del villaggio accendono un falò e giocano a saltarvi attraverso. La bambina di neve, malgrado ne sia spaventata, partecipa al gioco per non sentirsi esclusa, ma appena salta sopra al fuoco si dissolve in una piccola nuvola. Snegurka, sotto forma di nuvola, inizia a far piovere sul terreno davanti alla casa dei due anziani, facendo crescere per loro dei fiori di camomilla per consolari.

## Distribuzione
In Italia il film è stato trasmesso su Rai 3 alla fine degli anni novanta con una differente colonna sonora, come episodio della serie TV americana Storie della mia infanzia.